# Liposcelis villosa
Liposcelis villosa är en insektsart som beskrevs av Edward L. Mockford 1971. Liposcelis villosa ingår i släktet Liposcelis och familjen boklöss. Inga underarter finns listade i Catalogue of Life.